# Orchard Grass Hills
Orchard Grass Hills – miasto w Stanach Zjednoczonych, w stanie Kentucky, w hrabstwie Oldham.